# Rejon mańkiwski
Rejon mańkiwski – jednostka administracyjna wchodząca w skład obwodu czerkaskiego Ukrainy.
Rejon utworzony w 1923, ma powierzchnię 765 km² i liczy około 28 tys. mieszkańców. Siedzibą władz rejonu jest Mańkówka.
Na terenie rejonu znajdują się 2 osiedlowe rady i 21 silskich rad, obejmujących w sumie 26 wsi i 3 osady.

## Miejscowości rejonu
- (Багва)
- (Березівка)
- Buki[2][3] (Буки)
- (Чорна Кам'янка)
- (Дзензелівка)
- (Добра)
- (Філіція)
- (Харківка)
- (Іваньки)
- (Юрпіль)
- Kiślin (Кислин)
- Kiszyńce (Кищенці)
- Kraczkówka (Крачківка)
- (Кривець)
- Kuty (Кути)
- (Мала Маньківка)
- Mańkówka (Маньківка)
- (Молодецьке)
- (Нестерівка)
- (Паланочка)
- (Подібна)
- (Попівка)
- (Поташ)
- (Роги)
- (Рудка)
- Rusałówka (Русалівка)
- Tymoszówka[4] (Тимошівка)
- (Улянівка)
- (Вікторівка)
- (Зелений Гай)
- (Жолудькове)